# Tysklands Grand Prix 1995
Tysklands Grand Prix 1995 var det nionde av 17 lopp ingående i formel 1-VM 1995.

## Resultat
1. Michael Schumacher, Benetton-Renault, 10 poäng
2. David Coulthard, Williams-Renault, 6
3. Gerhard Berger, Ferrari, 4
4. Johnny Herbert, Benetton-Renault, 3
5. Jean-Christophe Boullion, Sauber-Ford, 2
6. Aguri Suzuki, Ligier-Mugen Honda, 1
7. Ukyo Katayama, Tyrrell-Yamaha
8. Andrea Montermini, Pacific-Ilmor
9. Eddie Irvine, Jordan-Peugeot

### Förare som bröt loppet
- Mika Häkkinen, McLaren-Mercedes (varv 33, motor)
- Heinz-Harald Frentzen, Sauber-Ford (32, motor)
- Luca Badoer, Minardi-Ford (28, oljeläcka)
- Giovanni Lavaggi, Pacific-Ilmor (27, växellåda)
- Roberto Moreno, Forti-Ford (27, bakaxel)
- Rubens Barrichello, Jordan-Peugeot (20, motor)
- Mark Blundell, McLaren-Mercedes (17, motor)
- Olivier Panis, Ligier-Mugen Honda (13, vattenläcka)
- Jean Alesi, Ferrari (12, motor)
- Pierluigi Martini, Minardi-Ford (11, motor)
- Taki Inoue, Footwork-Hart (9, växellåda)
- Pedro Diniz, Forti-Ford (8, bromsar)
- Damon Hill, Williams-Renault (1, snurrade av)
- Mika Salo, Tyrrell-Yamaha (0, koppling)
- Max Papis, Footwork-Hart (0, växellåda)